# Tsui Hark
Tsui Hark (chino: 徐克, vietnamita: Từ Khắc, 1 de febrero de 1951 en Saigón), nacido como Tsui Man-kong (vietnamita: Từ Văn Quang), es un productor, guionista y director hongkonés de origen vietnamita.

## Biografía
En 1966, a la edad de 16 años Tsui Man Kong (徐文光) se trasladó a Hong Kong para completar su educación secundaria, y posteriormente a Texas (Estados Unidos) a estudiar cinematografía. En Nueva York trabajó como editor de un periódico local y director de programas documentales para televisión. Con esta experiencia volvió a Hong Kong para trabajar como productor y director televisivo, destacando en la serie de TV de 1978 Gold Dagger Romance, basada en la novela de Ku Lung. Al año siguiente debutó como director cinematográfico con The Butterfly Murders. Su primer éxito internacional fue Zu, guerreros de la montaña mágica (1983), que le proporcionará el respaldo necesario para fundar junto a su esposa Nanshun Shi su propia compañía productora, Film Workshop, para financiar sus propias películas y proyectos de otros directores como John Woo (Un mañana mejor) o Tony Ching (Una historia china de fantasmas) que tendrán un gran éxito en taquilla. Siempre atraído por el género fantástico, en 1986 creó su propio estudio de efectos visuales, Cinefex Workshop. En 1991 obtuvo el Hong Kong Film Award al Mejor Director por Érase una vez en China, que generará varias secuelas y una serie de TV hasta 1996; en 2000 fue galardonada en el Festival de Venecia El tiempo no espera y en 2006 la Asociación de Críticos de Cine de Hong Kong premió Siete espadas como película de mérito. Tsui también probó fortuna en Hollywood dirigiendo dos vehículos para Jean-Claude Van Damme en 1997 y 1998.